# Gensac, Gironde
Gensac är en kommun i departementet Gironde i regionen Nouvelle-Aquitaine i sydvästra Frankrike. Kommunen ligger i kantonen Pujols som tillhör arrondissementet Libourne. År 2022 hade Gensac 679 invånare.

## Befolkningsutveckling
Antalet invånare i kommunen Gensac
Referens:INSEE